# Solo in Vilnius
Solo in Vilnius ist ein Musikalbum von Howard Riley. Die am 11. September 2009 in der katholischen Katharinenkirche der litauischen Hauptstadt Vilnius entstandenen Aufnahmen erschienen am 1. Dezember 2010 auf NoBusiness Records.

## Hintergrund
Die 13 Stücke des Doppelalbums wurden live in der Katharinenkirche in Vilnius, Litauen, aufgenommen und erstrecken sich über die 96 Minuten der beiden CDs, darunter zehn improvisierte Eigenkompositionen sowie – wie häufig im späten Live-Repertoire des Pianisten – zwei Stücke aus dem Kanon von Thelonious Monk und ein weiterer Jazzstandard („Yesterdays“).

## Titelliste
- Howard Riley: Solo in Vilnius (NoBusiness Records NBLP 12-13)[1]

1. Starting Up 9:40
2. Six with Five 9:23
3. Proof 10:17
4. There and Back 8:41
5. Round Midnight (Thelonious Monk, Cootie Williams) 6:59
6. Secret Moves 09:14

CD2
1. Hello Again 7:55
2. Space Cadets 7:37
3. Formerly 5:13
4. New Walkway 7:28
5. Yesterdays (Jerome Kern, Otto Harbach) 6:07
6. Misterioso (Thelonious Monk) 5:51
7. Encore 1:50

Wenn nicht anders vermerkt, stammen die Kompositionen von Howard Riley.

## Rezeption
In Rileys Kompositionen würde es keine expliziten Themen geben, obwohl die Improvisationen des Pianisten nicht unmelodisch sind, schrieb Hohn Sharpe (All About Jazz). Riley sei jedoch ein Meister der beidhändigen Unabhängigkeit. „Seine Linien laufen zusammen, verlaufen parallel und divergieren – manchmal fast ohne Zusammenhang –, um ein orchestrales Gefühl zu erzeugen, als ob mehr als eine Stimme im Spiel wäre“. Es sei verlockend, aus der Abfolge der überspielten Duette mit sich selbst, die in seinem Backkatalog verstreut sind [etwa auf Two Is One], auf die Wirkung zu schließen, die er anstrebt. Tatsächlich bemerke er im Interview, dass Soloarbeit es ermögliche, ein Gespräch mit sich selbst zu führen.